# Арачиново
Арачиново (мкд. Арачиново) је насеље у Северној Македонији, у северном делу земље. Арачиново је седиште истоимене општине.

## Географија
Арачиново је смештено у северном делу Северне Македоније. Од најближег већег града, Скопља, насеље је удаљено око 11 км североисточно.
Насеље Арачиново је у оквиру историјске области Скопско поље, која се поклапа са пространом Скопском котлином. Северозападно од насеља издиже се Скопска Црна Гора, док се са осталих страна пружа поље. Надморска висина насеља је приближно 280 метара.
Месна клима је измењена континентална са мањим утицајем Егејског мора (жарка лета).

## Историја
У јуну 2001. године, у овом месту се одиграо оружани сукоб између македонских снага безбедности и албанских сепаратиста. Сукоб је трајао четири дана. Победу у овом сукобу су, уз посредовање званичника НАТО алијансе, однеле македонске снаге безбедности.

## Становништво
Арачиново је према последњем попису из 2021. године имало 7.991 становника.
| Национални састав према попису из 2021.‍ | Национални састав према попису из 2021.‍ | Национални састав према попису из 2021.‍ | Национални састав према попису из 2021.‍ | Национални састав према попису из 2021.‍ |
| --------------------------------------- | --------------------------------------- | --------------------------------------- | --------------------------------------- | --------------------------------------- |
|                                         |                                         |                                         |                                         |                                         |
| Албанци                                 | Албанци                                 |                                         | 7.777                                   | 97,3%                                   |
| непописани                              | непописани                              |                                         | 210                                     | 2,6%                                    |

Већинска вероисповест је ислам.